# Zwischen uns die Mauer
Zwischen uns die Mauer ist ein deutscher Kinofilm von Norbert Lechner aus dem Jahr 2019. Der Film basiert auf dem autobiografischen Roman von Katja Hildebrand.

## Handlung
1986. Die siebzehnjährige Anna fährt mit einer Gruppe von Jugendlichen aus ihrer westdeutschen Kleinstadt mit dem Zug zu einer kirchlichen Jugendbegegnung zwischen Ost und West nach Ost-Berlin. Dort lernt sie Philipp kennen, der wenige Jahre älter ist.
Es ist „Liebe auf den ersten Blick“. Einige Wochen später besucht Anna Philipp erneut. Doch das Glück ihrer Liebe ist überschattet von einer bitteren Realität: Wie wird es möglich sein, über die Mauer hinweg eine Beziehung zu leben? Die Briefe, die Anna regelmäßig von Philipp erhält, bleiben ihren Eltern nicht verborgen. Sie glauben, dass Anna sich mit so einer Beziehung nur unglücklich macht, und wollen ihr verbieten, Philipp wieder zu treffen. Anna muss ihre Eltern hintergehen, um ihren Freund sehen zu können. Gemeinsam spekulieren sie über Fluchtpläne für Philipp. Die wenigen Stunden miteinander sind unterbrochen von Monaten voller Sehnsucht und Zweifel. Je länger die Beziehung andauert, desto deutlicher wird den beiden ihre Aussichtslosigkeit. 
Bei Annas Besuch in den Osterferien passiert dann ein fatales Missgeschick. Sie verschlafen Annas rechtzeitige Rückkehr um Mitternacht nach West-Berlin. Die Stasi, die ihre Beziehung schon längst argwöhnisch observiert, steht vor der Tür. Zwar werden beide nach ein paar Stunden Verhör wieder freigelassen. Doch Anna darf ab sofort nicht mehr in die DDR einreisen. Um sich trotzdem sehen zu können, planen die beiden, sich in Prag zu treffen. Anna ahnt dabei nicht, dass Philipp zusammen mit seiner Sandkastenfreundin Ina längst die Flucht in den Westen plant. Doch die Fluchtpläne werden vereitelt. In Prag wartet Anna vergeblich auf Philipp. Für Ina endet der dennoch unternommene Fluchtversuch tödlich. Philipp wird zu einer langen Gefängnisstrafe verurteilt. Schweren Herzens schreibt Philipp Anna einen Abschiedsbrief.
Zwei Jahre später. Der 9. November 1989. Anna studiert inzwischen. Gebannt verfolgt sie die Ereignisse um den Mauerfall. Doch den Gedanken an eine Wiederbegegnung mit Philipp verdrängt sie. Sie hat sich inzwischen mit ihrem ehemaligen Schulfreund Lorenz ein neues Leben aufgebaut. Fünf Monate später steht Philipp vor ihrer Tür. Trotz ihrer Befangenheit merken beide, wie stark ihre gegenseitigen Gefühle nach wie vor sind. Anna steckt in einem tiefen Dilemma.

## Produktion

### Entstehung und Finanzierung
Der Film wurde von der Kevin Lee Film GmbH in Koproduktion mit dem ZDF produziert. Gefördert wurde die Produktion vom FilmFernsehFonds Bayern, der Film- und Medienstiftung NRW, Nordmedia, der Filmförderungsanstalt sowie dem Deutschen Filmförderfonds.
Regie führte Norbert Lechner, der bereits 2006 begonnen hatte an dem Projekt zu arbeiten. In dieser Zeit entwickelte Norbert Lechner zusammen mit seiner Coautorin Susanne Fülscher mit Förderung der Filmförderungsanstalt die erste Drehbuchfassung. Schwierigkeiten in der Finanzierung brachten das Projekt dann lange zum Stocken. Erst durch die Koproduktionszusage des ZDF konnte der Film schließlich finanziert werden.

### Dreharbeiten und Ausstattung
Die Dreharbeiten erfolgten vom 22. Februar bis 26. April 2019 in Polen sowie in Berlin, Holzminden und Detmold. Für eine authentische Darstellung der Außenszenen in Ost-Berlin entschied sich Norbert Lechner, in Polen in Breslau sowie Legnica zu drehen. Die dortige Gründerzeitarchitektur stammte von den gleichen Architekten, die auch die entsprechenden Viertel in Berlin entworfen hatten. In Randbezirken der beiden Städte fand Lechner zumindest einzelne Straßenzüge, die noch aussahen wie Ost-Berlin vor der Wende. Die Szenen am Tränenpalast wurden am Originalschauplatz in Berlin gedreht. Für die Innenaufnahmen baute Szenenbildner Hucky Hornberger in einer Gründerzeitvilla in Holzminden eine Ostberliner Wohnung nach.
Die Kamera führte Bella Halben. Norbert Lechner hatte sich bewusst für eine Kamerafrau entschieden, um den weiblichen Blick der Hauptfigur zu repräsentieren.

### Besetzung
Die Hauptrolle der siebzehnjährigen Anna wurde von Lea Freund übernommen. Es war ihre erste Hauptrolle. Regisseur Norbert Lechner hatte sie bei einem umfangreichen Casting kennengelernt. Die Rolle ihres Filmpartners Philipp übernahm Tim Bülow, der Bruder von Udo-Lindenberg-Darsteller Jan Bülow. In Nebenrollen treten Fritz Karl und Franziska Weisz auf. Norbert Lechner hatte mit ihnen bereits bei seinem Kinderfilm Tom und Hacke zusammengearbeitet. In weiteren Rollen sind Kriemhild Hamann, Götz Schubert, Lukas Zumbrock, Leon Blaschke zu sehen.

## Veröffentlichung und Rezeption
Der Film hatte am 4. September 2019 seine Uraufführung als Eröffnungsfilm des Fünf Seen Filmfestival. Am 3. Oktober 2019 startete der Film im Kino.
„Der mitreißende Jugendfilm von Norbert Lechner erzählt nach der autobiografischen Romanvorlage von Katja Hildebrand eine Liebesgeschichte zwischen Ost- und Westdeutschland vor der Wende. [...] Durch eine von den Drehbuchautorinnen Susanne Fülscher und Antonia Rothe-Liermann geschickt konstruierte Geschichte können die Zuschauer abwechselnd beide Perspektiven von Ost und West einnehmen und so auch nachvollziehen, was die junge Generation von damals umtrieben hat. Das gesamte Ensemble überzeugt, die Elternrollen werden differenziert herausgearbeitet, doch es sind vor allen Dingen Lea Freund und Tim Bülow, die als Anna und Philipp beeindrucken. Ihr Spiel miteinander ist so entwaffnend und einnehmend natürlich, dass man ihnen gespannt auf dem konfliktreichen Weg zueinander folgt und ihre Sorgen und Nöte nachvollziehen kann. Unterstützt wird die Glaubwürdigkeit der Geschichte durch die sorgfältige Ausstattung und kleine detailgetreue Momentaufnahmen des deutsch-deutschen Alltags. Das glaubwürdige Spiel und die einfühlsame Inszenierung machen ZWISCHEN UNS DIE MAUER zu einem wichtigen und packenden Beitrag zur Vermittlung von deutsch-deutscher Geschichte an ein jugendliches Publikum.“ schreibt die Deutsche Film- und Medienbewertung (FBW) in ihrer Begründung für das Prädikat.
Dieter Oßwald schreibt in programmkino.de: „Basierend auf dem autobiographischen Roman von Katja Hildebrand, erzählt der preisgekrönte Jugendfilm-Regisseur Norbert Lechner (‚Toni Goldwascher‘) diese deutsch-deutsche Teenager-Lovestory mit leichter Hand, viel Einfühlungsvermögen sowie spürbarer Liebe zu seinen Figuren.“
Das Lexikon des internationalen Films resümiert: „Der inhaltlich und ästhetisch ausgesprochen braven Adaption eines autobiografischen Romans gelingt es durch ihre Dialoglastigkeit kaum, glaubhafte Figuren zu entwerfen. Die beiden Hauptdarsteller verkörpern zwar überzeugend Naivität und Überschwang, doch in seinen Vereinfachungen und Überzeichnungen wirkt der Film beinahe komisch.“

## Auszeichnungen
Im Februar 2020 lief der Film auf dem Sedona Film Festival und wurde mit dem Humanitarian Award ausgezeichnet. Auf dem DYTIATKO International Children’s Media Festiva in der Ukraine wurde Norbert Lechner für den Film als Bester Regisseur ausgezeichnet.
Die Hauptdarstellerin Lea Freund erhielt für ihre Rolle bei den Los Angeles Actos Awards die Auszeichnung Best Performance of the Year. Sie und ihr Filmpartner Tim Bülow wurde als Best Couple of the Year ausgezeichnet. Juror Mor Cohen schreibt dazu: „Lea Freund and Tim Bülow make the most captivating duo and their developing relationship was absolutely delightful to watch. Every second they share on screen is full of glorious detail and elegant charm. They are nuanced, engaged, and play off of each other so well that it's hard to believe you're watching characters in a film and not real people going about their lives.“